# Funan (powiat)
Funan (chiń. upr. 阜南县; chiń. trad. 阜南縣; pinyin Fùnán Xiàn) – powiat w południowej części prefektury miejskiej Fuyang w prowincji Anhui w Chińskiej Republice Ludowej. Liczba mieszkańców powiatu, w 2010 roku, wynosiła 1 168 117.